# مقاطعة تالبوت (ماريلاند)
مقاطعة تالبوت (بالإنجليزية: Talbot County, Maryland)‏ هي إحدى مقاطعات ولاية ماريلاند في الولايات المتحدة. ، بلغ عدد سكانها 37782 نسمة في عام 2010 حسب إحصاء مكتب تعداد الولايات المتحدة وتصل الكثافة السكانية فيها 54.2 نسمة/كم2.

## أعلام
- إدوارد لويد
- ريتشارد سبنسر
- إدوارد لويد
- فريدريك دوغلاس
- فرانكلين بوكانان
- ماري إليزابيث بانينج
- كريستوفر هاريسون
- دانيال مارتن

## وصلات خارجية
- www.talbotcountymd.gov
- United States Counties